# Districte d'İsmayıllı
El districte d'İsmayıllı (àzeri: İsmayıllı rayonu) és un districte de l'Azerbaidjan amb el centre administratiu a la ciutat de İsmayıllı. El 2020 tenia 87.400 habitants.